# Featherduster
Als Featherduster (englisch für Staubwedel) bezeichnet man einen Wellensittich mit anormalem Feder- und Krallenwachstum. Die Federn wachsen ungebremst weiter, so dass die Vögel Probleme bei der Nahrungsaufnahme haben und darüber hinaus flugunfähig sind. Als Ursache werden genetische Mutationen diskutiert.
Zusätzlich zum abnormen Federwachstum weisen die Tiere noch eine Reihe weiterer Schädigungen auf. So ist die Entwicklung im Kükenalter deutlich verlangsamt und die Tiere sind anfällig für Krankheiten. Auch haben sie Probleme bei der Koordination von Muskulatur und Gleichgewichtsorgan. Gegenüber anderen Wellensittichen legen sie ein aggressives Verhalten an den Tag. Die Lebenserwartung ist deutlich vermindert, so dass sie in der Regel nicht älter als ein Jahr werden. Die Tiere sind unfruchtbar.